# Thun’duhuraa
Thun’duhuraa ist eine kleine Insel des Felidhu-Atolls im Süden des Inselstaates Malediven in der Lakkadivensee des Indischen Ozeans. Sie gehört zum Verwaltungsatoll Vaavu.

## Geographie
Die Insel liegt im Süden des Atolls nordöstlich von Rakeedhoo, zusammen mit Ruh hurihuraa und der größeren Schwesterinsel Buri Hura.